# Szirákok

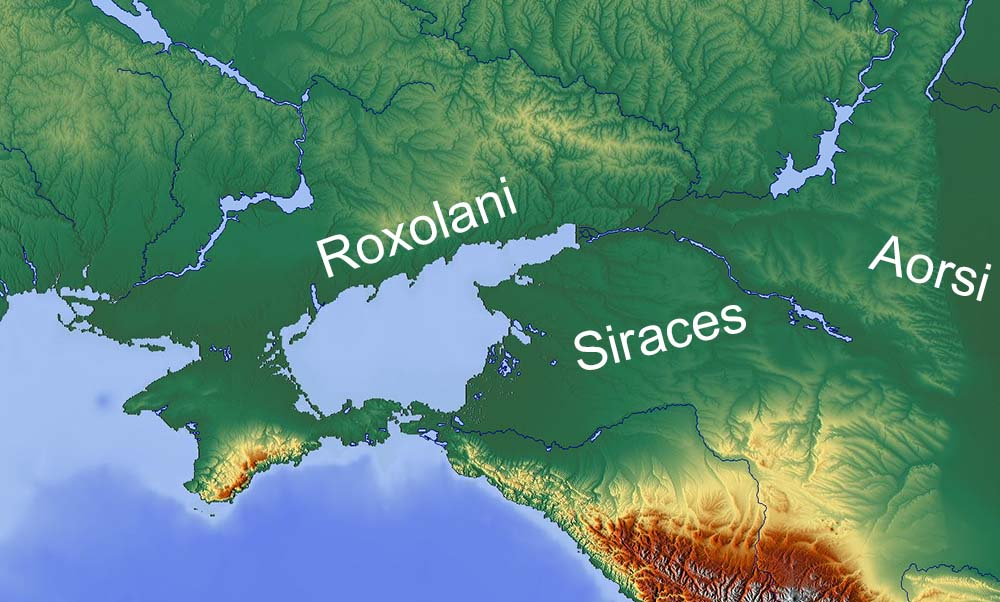
A szirákok szállásterülete az i. e. 1. században, az ászik vándorlása idején

A szirákok – görögösen szirakoi (σιρακοι), latinosan siraci – a szarmaták közé tartoztak. A Kaszpi-tengeren túlról érkeztek a Kaukázus északi előterébe, és a Kubán folyó vidékén telepedtek le. Hérodotosz, Sztrabón és Publius Cornelius Tacitus is megemlékezik róluk. Szomszédaik voltak az aorszok, akikkel általában ellenségeskedtek. A szarmata törzsek közül a szirákok ápolták a legszorosabb kapcsolatokat a Fekete-tenger partján élő görögökkel, ők hellenizálódtak leginkább.

## Történetük
A szirákok nevét először az i. e. 310–309. esztendőben történt eseményekkel kapcsolatban említik. I. Pairiszadész (i. e. 349–311.), a Boszporoszi Királyság uralkodójának fiai – II. Szatürosz boszporoszi  király (i. e. 311–310.), Prütanisz (i. e. 310.) és Eumelosz (i. e. 310–304.) –, illetve híveik között örökösödési háború tört ki. Eumelosz szövetkezett a szomszédos lovasnépekkel, tekintélyes erőket gyűjtött össze, és harcba szállt Szatürosz ellen a hatalomért. A szirákok – fejedelmük, Aripharnész vezetésével – részt vettek a összecsapásokban, és csatát vesztettek a Thatész (vélhetően a Kubány egyik mellékfolyója) mentén. A trónkövetelő Szatürosz oldalán más szkíta vagy szarmata csapatok küzdöttek.
A 63. év táján, időszámításunk előtt, Abeakosz, a szirákok fejedelme II. Pharnakész, pontoszi király szövetségese volt. Szpadinész, az aorszok fejedelme úgyszintén. Az aorszok görögös nevével e tudósítással kapcsolatban találkozunk először.
„A Maiótis és a Kaspi-tenger között tovább nomád népek következnek: a nabianosok, a panxanosok és már a siraxok és aorsosok törzsei. Véleményem szerint a siraxok és az aorsok a még följebb lakó népek szökevényei, és az aorsosok északabbra vannak, mint a siraxok. Abeakos, a siraxok királya, amikor Pharnakés birtokában volt a Bosporos, 20 000 lovast küldött, Spadinés pedig, az aorsosok királya, 200 000-et, a följebb lakó aorsosok pedig még többet. Ezek ugyanis nagyobb földet tartottak a birtokukban, s majdnem az egész Kaspi-tengerpartnak az urai voltak, úgyhogy az armeniaiaktól és a médektől átvett indiai és babylóniai árut tevéken szállították be és gazdagságuk folytán aranyékszereket hordtak. Az aorsosok a Tanais mellett laktak, a siraxok pedig az Akhardeos mellett, amely a Kaukázusból ered s a Maiótisba ömlik.” (Sztrabón, XI. 5. 8. Istvánovits és Kulcsár fordítása.)
Az Akhardeosz folyót a Kubánnal, a Jegorlikkal és a Manyiccsal is azonosítják.
A szirákok és az aorszok, valahányszor részt vettek különböző népek közötti összecsapásokban, egymás ellen harcoltak. Az i. sz. 35–36. évben például az Ibériai Királyság és a Pártus Birodalom hadakozott egymással Armenia trónjának birtoklásáért, s a harcokban szirákok és aorszok csapatai is részt vettek. Az ibériai hadak a döntő csatában legyőzték a parthusokat. Az aorszok a parthusok oldalán, a szirákok a Róma által támogatott kaukázusiak mellett harcoltak.
A boszporoszi háborúban (i. sz. 49.) a Zorsines által vezetett szirákok a pontoszi lázadókat támogatták, az aorszok viszont, Eunones vezetésével, a rómaiakat.
III. Mithridatész boszporoszi király, a Boszporoszi Királyság hűbéres uralkodója szabadulni próbált Róma igájától, szándékát azonban fivére, Cotys elárulta Claudius, római császárnak. A rómaiak letették trónjáról a lázadót, és helyébe Cotyst ültették.
Mithridatész nem nyugodott bele sorsába. Sereget gyűjtött, s elfoglalta a dandaridák országát. (Nevezettek valószínűleg a Kubán folyó torkolatánál laktak). A rómaiak erre az aorszok fejedelmétől kértek segítséget. A szövetségesek visszafoglalták a dandaridák székhelyét, Soza városát, majd lerohanták a szirákok fő fészkét, Uspe városát, és elpusztították lakóinak jó részét. Zorsines kénytelen volt elismerni Róma fensőbbségét.
A szirákok e háborúskodásban végzetesen meggyengültek, és valószínűleg az aorszok befolyása alá kerültek. A 193. évben újabb boszporoszi viszálykodásban vállaltak szerepet, és ez után nevük többé már nem szerepel híradásokban.